# Pei Zhengyu
Pour les articles homonymes, voir Pei.
Dans ce nom, le nom de famille, Pei, précède le nom personnel.
Pei Zhengyu, né le 21 septembre 2005,, est un coureur cycliste chinois. Il participe à des compétitions sur route et sur piste. 

## Biographie
En 2024, Pei Zhengyu intègre l'équipe continentale Bodywrap. Durant cette saison, il devient champion de Chine sur route chez les espoirs. Il se classe également deuxième de la poursuite par équipes aux championnats d'Asie sur piste, avec la délégation chinoise. 

## Palmarès sur route
- 2024
  -  Champion de Chine sur route espoirs
  - 3e du championnat de Chine du contre-la-montre espoirs

## Palmarès sur piste

### Championnats d'Asie
- New Delhi 2024
  -  Médaillé d'argent de la poursuite par équipes

### Championnats nationaux
- Shanghai 2025
  -  Champion de Chine de poursuite[3]